# Districtul Bang Pla Ma
Bang Pla Ma (în thailandeză บางปลาม้า) este un district (Amphoe) din provincia Suphanburi, Thailanda, cu o populație de 79.286 de locuitori și o suprafață de 481,3 km².